# Agnam Civol
Pour les articles homonymes, voir Agnam.
Agnam Civol (ou Anyam Siwol ou Civol) est un village du nord-est du Sénégal, situé à Unité 70 km de Matam Sénégal Matam.
Agnam Civol se trouve dans la région historique du Fouta-Toro, dans le département de Matam département et la région de Matam région Matam, au nord du pays vers la frontière de la Mauritanie et à Unité 9 mdu fleuve Sénégal.
Le village d'Agnam Civol, chef-lieu de la sous-préfecture et de la commune de Agnam Civol, est limité au nord par les champs du Walo, zone d’inondation par les crues, au sud par les champs du Diéri, zone de cultures de mil, de sorgho, de niébé, etc., à l’est par le village d’Agnam Godo et à l’ouest par le village d’Agnam Sinthiou Ciré Mato, terre des Almamy. Il est distant de 7 km de son ancien chef-lieu d’arrondissement  Thilogne et de 60 km de son chef-lieu de département et de région, Matam.
Agnam Civol est jumelé commune de Vouziers (France) depuis 1986. La population d’Agnam Civol vit de l’agriculture, de l’élevage, de l’artisanat, du commerce et des fonds de solidarité des immigrés de tous les pays d’accueil. La monnaie est le franc CFA.
Le village dispose d’une sous-préfecture, d’une maison communautaire, d’une école maternelle et élémentaire avec peu de moyens, d’un bureau de poste avec tous les services, d’un forage vieux et vétuste de 1981, d’un dispensaire et d’une maternité peu équipée, d’un centre social à la recherche de fonds d’équipement et d’un collège à 3 km dans un village voisin.

## Création du village et origine du nom
Le village existe depuis le XIIe siècle. Le nom Civol vient Civoyla, nom d’une montagne d’Arabie saoudite d’où venaient les premiers colons fondateurs du village. Les Kâ, religieux des premiers colons, assument le rôle de Chef de village.
La population de Civol s’est d’abord implantée à Kadiel–Baytillaye, une colline au sud du village actuel, pendant plus de 365 ans. Puis, pendant plus d’un siècle à Winndé–Civoyla, au bas de la même colline, avant d’occuper définitivement l’emplacement actuel de Civol.
Agnam vient de « ar gnam » en poular qui signifie « venez manger ». La région étant connue comme comptoir régional et étant très accueillante, ce nom, qui précède une quinzaine de noms de village de la région, lui a été donné par les étrangers y séjournant.

## Fondateurs et chefs de villages
Boucary Yetty et Ndiobbo Yetty et yero yetty, descendants de Yetty Koubata ka originaire d’Arabie et métissé avec les Peuls dienguelbés du Djolof, furent les fondateurs de Civol. L’homme le plus âgé de la famille des fondateurs, les Kâ, était désigné Chef du village. Depuis près de 300 ans, le Chef du village est élu démocratiquement par la population, mais toujours parmi les Kâ.
Abdoul Cissé Kâ fut le premier à porter le titre de chef de village. Le nom est précédé par le titre « Thierno Civol » (chef du village de Civol). Depuis, 29 chefs de village se sont succédé, dont l’actuel Thierno Civol Mohamed Lamine Abdoul Cissé Hassane Kâ intronisé le 31 Juillet 2023 par Mouhamadou Ba Sous- Préfet de l’arrondissement d’Agnam Civol et traditionnellement par Thierno Wothy Demba Boudel Touré et les Diagaraf du village de Civol.
Les Chefs du village sont nommés à vie. En cas de démission ou de décès, la famille des Touré, cousine des Kâ, assure l’intérim jusqu’à la prochaine élection. Ce titre s’appelle « Thierno Wothy ».

## Administration
Agnam Civol est érigé en communauté rurales du Sénégal communauté rurale en 1972 puis est devenu commune en 2014 en regroupant plus d'une vingtaine de villages. Auparavant ces villages s'étaient constitués en collectivité traditionnelle sous le nom de Agnam que partagent la quasi-totalité de ces villages. Ainsi, comme villages membres, il existe Agnam Thiodaye, le plus grand démographiquement, Agnam Wouro Ciré, Agnam-Goly, Agnam Godo, Agnam Lidoubé, Agnam Civol, Agnam Toulel Thiallé, etc.
Agnam Civol est aussi le nom d'une commune et d'un arrondissement du département de Matam dans la région de Matam. La collectivité locale s'est développée grâce à sa position stratégique, située sur la route nationale 2 RN2 et en tant que charnière entre deux zones écologiques, le Diéri et le Walo. 
L'implantation de plusieurs équipements, le développement du commerce et l'apport des migrants ont contribué à son essor sur le plan démographique, économique et culturel.

### Chefs de village
Thierno Civol (titre précédant le nom) :
- Abdoul Cissé kâ
- Demba Oumou Kâ
- Falil  Kâ
- Bassirou Kâ
- Baïdal  Kâ
- Cissé Mama Kâ
- Malick Dialo Kâ
- Abdoul Baïdal Kâ
- Mamoudou Thillo Kâ
- Samba Baïdy Kâ
- Abdoulaye Kadiata Kâ
- Demba Doro Kâ
- Abdoul Samba Kâ (décédé en Juin 2023 A l’âge de 86 ans après 23 ans de règne.
- Mohamed Lamine Abdoul Cissé Kâ installé le 31 juillet 2023.Après un accord consensuel des familles Thioyrinkoo6e et Touldénabé.

### Chefs de village par intérim
Thierno Wothy (titre précédant le nom) :
- Samba Boubou Touré
- Oumar Alpha Touré
- Mamadou Billo Touré
- Hamath Sambâ Adama Touré
- Cissé Samba Boubou Touré
- Demba Samba Boubou Touré
- Demba Boudel Touré

## Géographie

### Climat
Il y a trois saisons : une saison sèche (mars-juin), une saison des pluies (hivernage : de juin à septembre) et une saison sèche (d’octobre à mars). La pluviométrie varie entre 300 et 500 mm.

### Sols
Il y a plusieurs types de sols : walo, falo, fondé hollaldé, diéri. Le walo est constitué de cuvettes régulièrement inondées par les crues tandis que les sols du diéri, peu fertiles, occupent l’arrière région.

### Ressources hydrauliques souterraines
La nappe la plus importante est située dans le sable maastrichtien. Sa profondeur varie de 50 m au nord à 250 m au sud et offre des ressources en eau relativement salubres à cet endroit.

## Population
La région, comprenant les 16 villages précédés par le mot « Agnam », compte une population totale estimée à plus de 26 000 habitants, à laquelle il faut ajouter la population de la zone du Walo (bord du fleuve Sénégal) de plus de 5 000 habitants.
La population est très jeune (60% a moins de 20 ans et 32% entre 20 et 54 ans). L’ethnie Peulh est très largement majoritaire (99,5%). Seuls quelques commerçants wolofs se sont implantés dans les secteurs commerciaux, du bâtiment ou de la couture.

## Économie
Les activités économiques principales sont l’agriculture, l’élevage, la pêche et le petit commerce.
Pendant la saison des pluies, les cultures principales (mil, sorgho, haricot, pastèque planche) se font dans la zone du Diéri. Pendant la saison sèche au Walo (mais, mil, haricot, pastèques, patates douces etc.).
Depuis 40 ans, la survie des populations dépend beaucoup des fonds envoyés par les membres des familles qui ont émigré à l’étranger ou dans les grandes villes du Sénégal.
Les femmes en règle générale restent au village pour élever les enfants car les maris sont partis à la recherche de travail : elles vivent aussi du petit commerce, du maraîchage et de cultures vivrières.

## Culture et religion
La zone compte quatre grandes mosquées situées à l’ouest à Oréfondé, à Civol au centre, à Thilogne et à Kobilo à l’est.
La grande mosquée de Civol–Haada est vieille de cinq siècles. Elle a donné son nom à un quartier de Civol : Haada. Elle fut dirigée par Elimane Ndiaye Gnawa et a été célébrée par l’Almamy du Fouta Abdoul Kader Kane. Agnam Civol possède une école coranique et arabique depuis près de cinq siècles.

### Imams de la mosquée
Elimane (titre précédant le nom) :
- Ndiaye Gnawa
- Haby Kâ
- Moussa Kâ
- Amadou Baaba Bâ
- Hassane Bâ
- Sadou Kâ
- Oumar Alpha Touré
- Mamadou Niandou Kâ
- Ibrahima Bâ qui assure le rôle pendant ses vacances à Civol
- Abou Mamadou Ndiaye Kâ
- Moussa Isma Kâ

## Quartiers, places et rues
Quartiers
- Touldénaabé
- Thiorinkoobé
- Diabanaabé
- Seck Seckbé
- Gallé Samba
- Ndiadembé
- Tourenbé
- Hada
- Gallou Diéri
- Gallou Walo
- Sossobé
- Hayrangkobé

Places publiques (digueeré Civol en Poular)
- Selly Touldénaabé
- Lowel Sylla
- Gidda Gallou Walo
- Thioyrinkoobé
- Bayla
- Ndiaye Bellawol
- Haada
- Diabanabé
- Touldénaabé
- Diouma

## Jumelages et partenariats
- Vouziers (France)
  - L'Association Amitié Vouziers Civol, dont la présidente est Elisabeth Durtette, existe depuis 1986, avec construction de l'école primaire, de la maternité, du dispensaire et du centre social.

- Partenariat avec Agnam Sinthiou Ciré Mato
  - Sinthiou Ciré un village de 900 habitants au nord-est de Civol. Civol et Sinthiou Ciré partagent les mêmes associations, les mêmes objectifs. Seuls les origines et le Chef du village différent.

## Personnalités nées à Agnam Civol
Abdoul Aziz Kane fut l'un des pères fondateurs de la coopération Vouziers-Civol. Il a été pendant plus de 10 ans le président du conseil rural d'Agnam-Civol.
Cissé Baïdakaye Kane ancien procureur de la république 
Mamadou Oumar ba ancien directeur cabinet du ministre de l'intérieur, député et ancien président conseil départemental de matam
Thierno civol Baïdalaye Kane ancien chef de village et premier à avoir porté le titre de thierno civol 
Belly bousso ancien l'homme d'affaires 
Amadou Tidiane Ka ancien directeur vétérinaire de la région de Dakar 
Mamadou Seck, Professeur à 
l'Ecole Supérieure Polytechnique de Dakar (ESP) actuel Directeur ITA
Amadou Djibril Diallo, homme politique, ancien PCA de port et actuelPrésident du conseil départemental de Matam 
Thierno Mamadou Bocar Kane ancien chef religieux 
Thierno Madiakhate Ka chef religieux 
Thierno Wothie ancien chef religieux 
Thierno Thioyri ancien chef religieux 
Thierno Abdoulaye Kadiata Ka ancien chef religieux et chef du village 
Cisse Mama Kane ancien chef du village 
Professeur Baïdalaye kane recteur université Gaston berger 
Abdoul Kane chef de service cardiologue l'hôpital seteo grand yoff